# Saissetia miranda
Saissetia miranda är en insektsart som först beskrevs av Cockerell och Parrott in Cockerell 1899.  Saissetia miranda ingår i släktet Saissetia och familjen skålsköldlöss. Inga underarter finns listade i Catalogue of Life.